# Saint-Pey-d'Armens
Saint-Pey-d'Armens é uma comuna francesa na região administrativa da Nova Aquitânia, no departamento da Gironda. Estende-se por uma área de 4,22 km². Em 2010 a comuna tinha 193 habitantes (densidade: 45,7 hab./km²).